# 党派闘争
党派闘争（とうはとうそう）とは、目標は同じだが、戦術の異なる党派間に起きる抗争を指す。主な原因は主導権争いだが、報復が目的のこともある。
1970年代初頭に理論闘争の段階を越えて暴力的な対立抗争の段階に至り、暴力的な党派闘争を俗に「内ゲバ」と呼ぶようになった。
内ゲバとしては、新左翼党派である革マル派と中核派・革命的労働者協会との党派闘争は有名。四分五裂状態の共産主義者同盟(ブント)も、三つ巴的な党派闘争状態にある。また、日本共産党も新左翼に対する党派闘争には熱心であり、「ニセ左翼暴力集団」などと批判している。
アナキストにおいても、アナキスト革命連合が、他のアナキストや共産主義諸党派に対して党派闘争を展開した。
左翼による党派闘争ばかりが目立つが、武装闘争路線の右翼にも、小規模だが党派闘争はある。